# Become the other
Become the other is een studioalbum van de Ozric Tentacles. Twee belangrijke leden Pepler en Hinton hadden de muziekgroep verlaten om bij Eat Static te spelen. Zij werden opgevolgd door respectievelijk Rad en Seaweed, die laatste was ook meteen medeproducer. Het album werd gedurende 1994 en 1995 opgenomen in de At the Mill-geluidsstudio in Somerset.
Seaweed was afkomstig uit Thunderworld, een band waarin ook ex-Ozric Gavin Griffiths speelde.

## Musici
- Ed Wynne – gitaar, synthesizers, samples en 'scapes'
- Zia Geelina – basgitaar en 'castanets'
- Christopher "Seaweed" Lennox-Smith – synthesizers en 'textures'
- John Egan – dwarsfluit en 'various'
- Conrad "Rad" Prince – slagwerk en 'such'

Met
- Jim O'Roon – percussie op Neurochasm

## Muziek
| Nr. | Titel                                    | Duur  |
| --- | ---------------------------------------- | ----- |
| 1.  | Cat dna (Ozric Tentacles)                | 6:29  |
| 2.  | Ahu Belahu (Wynne)                       | 2:55  |
| 3.  | Ghedengi (Wynne)                         | 5:41  |
| 4.  | Wob glass (Wynne, Geelani, Lennox-Smith) | 7:50  |
| 5.  | Neurochasm (Ozric Tentacles)             | 6:47  |
| 6.  | Become the other (Ozric Tentacles)       | 6:24  |
| 7.  | Vibuthi (Ozric Tentacles)                | 10:52 |
| 8.  | Plurnstyle (Wynne, Joie Hinton)          | 7:46  |